# Maximiliano Callorda
Maximiliano Callorda Lafont (Trinidad, Departamento de Flores, Uruguay, 4 de abril de 1990) es un futbolista uruguayo. Juega como delantero centro y actualmente se encuentra sin equipo.

## Trayectoria
Jugador con gran contextura física, goleador, gran definidor y gran entrega dentro de la cancha. En sus inicios en divisiones juveniles tenía un récord de 16 goles en un partido (sub-18 del Centro Recreativo Porongos).
Jugó entre el 2011 y 2013 con el Defensor Sporting usando la camiseta número 25, compartiendo el ataque con Diego Rolán y Nicolás Olivera.
Fue llevado al Municipal de Guatemala por su compatriota Aníbal "Maño" Ruiz, club donde anotó 11 goles.
Cuando jugaba en El Tanque Sisley el club descendió a segunda división tras un histórico partido ante Defensor Sporting en el que perdieron 6-5, tras ir perdiendo 6-2. Todo indicaba que iba a ir a jugar a Boston River (recién ascendido), pero cuando ya había acuerdo de palabra con los directivos salió a la luz la oferta del Aucas ecuatoriano. Ese año descendió con el Aucas en Ecuador. Luego firmó con el UTC de Cajamarca de cara al Campeonato Descentralizado 2017. En 36 partidos anotó 3 goles, y consiguió clasificar a la Copa Sudamericana 2017.

## Clubes
| Club                       | País      | Año       | Partidos | Goles |
| -------------------------- | --------- | --------- | -------- | ----- |
| Sud América                | Uruguay   | 2009-2010 | ¿?       | ¿?    |
| El Tanque Sisley           | Uruguay   | 2010-2011 | 16       | 6     |
| Defensor Sporting          | Uruguay   | 2012-2014 | 25       | 7     |
| C. A. Fénix                | Uruguay   | 2014      | 12       | 4     |
| C. S. D. Municipal         | Guatemala | 2014-2015 | 50       | 11    |
| El Tanque Sisley           | Uruguay   | 2015-2016 | 24       | 6     |
| S. D. Aucas                | Ecuador   | 2016      | 19       | 0     |
| Univ. Técnica de Cajamarca | Perú      | 2017      | 36       | 3     |
| Boston River               | Uruguay   | 2018      | 13       | 2     |
| R. C. D. España            | Honduras  | 2018      | 7        | 2     |
| Rentistas                  | Uruguay   | 2019      | 23       | 11    |
| Ayacucho F. C.             | Perú      | 2020      | 17       | 2     |
| Albion                     | Uruguay   | 2021-2023 | 72       | 14    |
| Total                      | Total     | Total     | 314      | 68    |

## Palmarés

### Títulos nacionales
| Título           | Club     | País    | Año  |
| ---------------- | -------- | ------- | ---- |
| Torneo Clausura  | Ayacucho | Perú    | 2020 |
| Segunda División | Albion   | Uruguay | 2021 |

### Distinciones individuales
| Distinción                                        | Año  |
| ------------------------------------------------- | ---- |
| Máximo goleador de la Segunda División (11 goles) | 2019 |